# Reprezentacja Korsyki w piłce nożnej mężczyzn

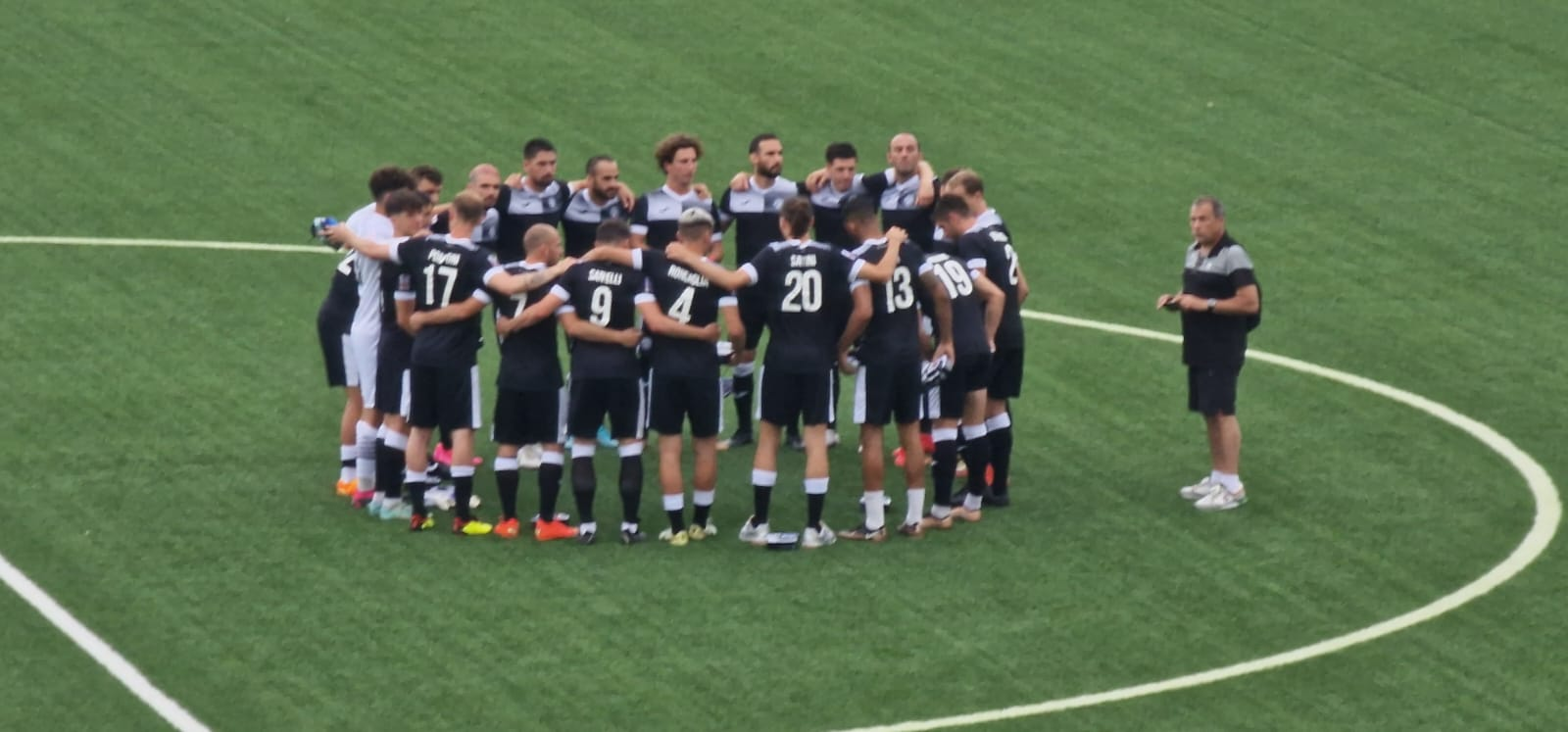

Piłkarska reprezentacja Korsyki w piłce nożnej – zespół, reprezentujący Korsykę (Francja). Nie należy do FIFA, ani do UEFA.

## Kadra
Bramkarze:
- Laurent Bernardi (AC Ajaccio)
- Jean-Louis Leca (Valenciennes FC)
- Patrice Luzi (Stade Rennes)
- Nicolas Penneteau (Valenciennes FC)

Obrońcy:
- Anthony Baron (AS Cannes)
- Gilles Cioni (Paris)
- Fabien Laurenti (RC Lens)
- Anthony Lippini (Montpellier HSC)
- Grégory Lorenzi (Stade Brest)
- Nicolas Martinetti (SC Bastia)
- François-Joseph Modesto (AS Monaco)
- Jean-Toussaint Moretti (GFCO Ajaccio)
- Julian Palmieri (FC Istres)
- Pierre-François Sodini (SC Bastia)
- Sébastien Squillaci (Arsenal)

Pomocnicy:
- Patrick Beneforti (CA Bastia)
- Pascal Berenguer (AS Nancy)
- Yannick Cahuzac (SC Bastia)
- Johan Cavalli (Nîmes Olympique)
- Mathieu Flamini (A.C. Milan)
- Matthieu Gianni (Grenoble Foot 38)
- Ludovic Giuly (PSG)
- Jean-François Grimaldi (SC Bastia)
- Jean-Baptiste Pierazzi (AC Ajaccio)

Napastnicy:
- Alexandre Cotoni (AC Ajaccio)
- Christophe Gaffory (SC Bastia)
- Jean-Jacques Mandrichi (AC Ajaccio)